# دیامانتینا
دیامانتینا (به پرتغالی: Diamantina, Minas Gerais) یک شهرستان در برزیل است که در میناس گرایس واقع شده‌است.بخش تاریخی این شهر در سال ۱۹۹۹ در فهرست میراث جهانی یونسکو به ثبت رسید.

## خواهرخوانده
شهرهای اورادئا و سانگانو خواهرخوانده‌های دیامانتینا هستند.